# Philippe Lazzarini
Philippe Lazzarini (ur. 1964) – włosko-szwajcarski dyplomata, komisarz generalny Agencji Narodów Zjednoczonych dla Pomocy Uchodźcom Palestyńskim na Bliskim Wschodzie.

## Życiorys
Swoją międzynarodową karierę zaczynał w Międzynarodowym Komitecie Czerwonego Krzyża, z ramienia którego był delegowany do krajów Afryki i Bliskiego Wschodu. W 2003 roku został powołany do Biura Narodów Zjednoczonych ds. Koordynacji Pomocy Humanitarnej, z ramienia którego koordynował pomoc humanitarną w Iraku i Somalii. W 2015 roku został mianowany Specjalnym Koordynatorem Narodów Zjednoczonych ds. Libanu. 
W 2020 roku sekretarz generalny ONZ Antonio Guterres mianował go na stanowisko komisarza generalnego Agencji Narodów Zjednoczonych dla Pomocy Uchodźcom Palestyńskim na Bliskim Wschodzie. Funkcję tę pełnił w czasie wojny Izraela z Hamasem. Lazzarini, jak i UNRWA, stał się przedmiotami ataku i krytyki ze strony Izraela. Sam Lazzarini skrytykował izraelską blokadę Gazy nazywając Strefę Gazy „cmentarzyskiem ludności uwięzionej między wojną, oblężeniem i deprywacją”. W trakcie wojny poinformował Radę Bezpieczeństwa ONZ o kryzysie humanitarnym w Gazie i atakach na UNRWA, w 2024 roku wystąpił przed Zgromadzeniem Ogólnym ONZ.